# Zuben-el-dschenubi
Zuben-el-dschenubi oder Zubenelgenubi (aus arab. الزبانى الجنوبي az-zubānā al-ğanūbī ‚die südliche Schere - des Skorpions, bevor die Waage als eigenständiges Sternbild etabliert wurde‘) ist die Bezeichnung des Sterns Alpha Librae (α Librae) im Sternbild Waage in einer Entfernung von 76 Lichtjahren. Zuben-el-dschenubi ist ein spektroskopischer Doppelstern bestehend aus zwei weißen Sternen des Spektraltyps A3. Er hat eine scheinbare Helligkeit von +2,75 mag und eine absolute Helligkeit von 0,92 mag. Zuben-el-dschenubi besitzt einen Begleitstern der scheinbaren Helligkeit +5,15 mag, der wegen seines großen Winkelabstands von 231" (= 3'51") schon im Feldstecher aufgefunden werden kann (Positionswinkel 314°). Der Spektraltyp des Begleiters ist F3 V, seine absolute Helligkeit +3,34 mag.
Zuben-el-dschenubi kann als ekliptiknaher Stern vom Mond und von Planeten bedeckt werden. Die letzte Bedeckung von Zuben-el-dschenubi durch einen Planeten erfolgte am 25. Oktober 1947 durch die Venus, die nächste, wegen geringer Sonnenelongation nur sehr schwer beobachtbare Bedeckung von Zuben-el-dschenubi durch einen Planeten wird am 10. November 2052 durch den Planeten Merkur erfolgen.
Die IAU hat am 21. August 2016 den Eigennamen Zubenelgenubi als standardisierten Eigennamen festgelegt, allerdings nur für den Hauptstern α2. Der Begleitstern α1 trägt demnach nicht diesen Eigennamen.